# Kretsfri stad
Kretsfri stad (på tyska: kreisfreie Stadt) är ett tyskt administrativt begrepp. I praktiken innebär detta en kommun som får kalla sig stad och som inte tillhör någon Landkreis. I Tyskland finns dessutom tre förbundsländer som utgörs enbart av städer: Hamburg, Bremen och Berlin.

## Kretsar och kretsfria städer i Tyskland
En Landkreis eller Kreis, en krets, utgör den större kommuntypen i Tyskland. Den högre nivån, motsvarande Sveriges län (i betydelsen länsstyrelse), utgörs av Regierungsbezirke, som de flesta förbundsländer delas in i för tillsynen av kommunerna och för administrativa ändamål.
En kretsfri stad är en stad som är stor nog att ha status som en egen krets. Ett exempel är staden Coburg med 40 000 invånare i Bayern. Alla större städer är kretsfria, till exempel förbundsländernas huvudstäder. Det finns idag (2023) 106 kretsfria städer i Tyskland. Berlin, Bremen och Hamburg utgör egna förbundsländer.
Det finns även lägre nivåer i kommunhänseende i Tyskland än kretsen och det är mindre kommuner med färre ansvarsområden. Dessa kommuner omfattar mindre städer och så kallade Gemeinden (socknar och andra kommuner).

## Nordiska motsvarigheter
Liknande företeelser i Norden är att stora städer i Finland, Sverige, Danmark och Norge (till exempel Stockholms stad, Malmö stad, Bergen, Åbo med flera) utgör egna kommuner utan att omlandet i princip ingår i stadskommunen. (I Stockholms, Göteborgs och Malmö kommuner ingår dock vissa mindre tätorter i viss utsträckning sedan kommunreformen 1971 i omlandet kring själva stadens tätort.)
Ytterligare illustrativa exempel är att Frederiksberg före den danska kommunreformen 2007 utgjorde ett eget amt, trots att det är en enklav i Köpenhamns kommun. Köpenhamns kommun innehade också före kommunreformen 2007 en status jämbördig med ett amt, exempelvis det omgivande Köpenhamns amt. Så var exempelvis också fallet med Stockholms stad fram till 1968 som utgjorde en enklav i Stockholms län med egen styrelse jämbördig med ett län Överståthållarämbetet. Dessa två administrativa områden slogs samman 1968 till det nya sammanslagna Stockholms län. Liknande bestämmelser gällde fram till andra hälften av 1990-talet när det gällde så kallade landstingsfria kommuner. Fortfarande utgör Oslo kommun ett eget fylke med gemensam statsforvalter med det omgivande fylket Akershus.

### Landstingsfria städer eller kommuner
Göteborgs kommun och Malmö kommun hade alltså fram till 1990-talet status som egna landstingskommuner med egen sjukvårdsadministration, så kallade landstingsfria kommuner. Stockholms stad hade dock slagits ihop med Stockholms län och Stockholms läns landsting i samband med den ovan nämnda reformen 1968.
Detta att stora städer skulle stå utanför landstingskommunerna var en regel sedan kommunreformen 1862. Bland annat hade Gävle stad denna status på 1950-talet. Gotlands kommun har fortfarande en sådan status sedan kommunreformen 1971, då landstinget på ön upphörde i och med att samtliga kommuner på ön sammanslogs till en enda.

## USA
I USA kan en stad vara en independent city (ung. oberoende stad) vilket innebär att staden inte tillhör något county. Eftersom countyn historiskt sett har varit en stark institution i kommunerna i de flesta av USA:s stater är de relativt sällsynta utanför Virginia, vars konstitution gör dem till specialfall. Totalt finns det 42 independent cities av vilka Baltimore, St. Louis och Carson City ligger utanför Virginia medan de övriga ligger i Virginia.

## Anmärkning
1. ↑  Historiskt har fler städer varit delstater eller egna stater, så kallade riksstäder, till exempel Frankfurt am Main och Lübeck. Bremen är namnet på både en stad och ett förbundsland. I förbundslandet Bremen ingår även staden Bremerhaven.